# Schweitenkirchen
Schweitenkirchen è un comune tedesco di 4 938 abitanti, situato nel land della Baviera.